# Stephen Crainey
Stephen Daniel Crainey (Glasgow, 22 giugno 1981) è un ex calciatore scozzese, di ruolo difensore, tecnico del Fleetwood Town.

## Carriera

### Club
Durante la sua carriera ha giocato con il Celtic, col Southampton, con il Leeds e con il Blackpool.

### Nazionale
Dal 2002 ha più volte rappresentato la nazionale scozzese.

## Palmarès
- Coppa di Lega scozzese: 1

Celtic: 2000-2001
- Campionato scozzese: 1

Celtic: 2001-2002